# Мохамссон, Симона
Симона Мохамссон (швед. Simona Mohamsson; род. 27 декабря 1994, Гамбург) — шведский политический и государственный деятель. Лидер партии «Либералы». Министр образования и интеграции Швеции с 28 июня 2025 года.

## Биография
Симона Мохамссон родилась 27 декабря 1994 года в Гамбурге в Германии в мусульманской арабской семье из Ливана (отец — палестинец-суннит, родившийся в Хайфе и долгое время проживающий в лагере беженцев Нахр-эль-Барид на севере Ливана, мать — ливанка-шиитка из горной деревни на границе с Израилем). Её родители переехали в Швецию и сменили фамилию Мохаммед на более шведскую Мохамссон.
Когда ей было восемь лет, родители переехали в деревню Эверлида в коммуне Свенюнга в лене Вестра-Гёталанд, сознательно выбрав сельскую жизнь для эффективной интеграции девочки.
В 2013 году окончила программу естественных наук в гимназии Беккенг в Буросе. В 2020 году окончила отдельный курс по социологии в Средне-Шведском университете. В 2021 году получила степень бакалавра в области государственного управления и политического анализа в Гётеборгском университете. Параллельно с учёбой и политической деятельностью Мохамссон руководила собственной компанией и работала в сфере ухода за пожилыми людьми. 
В 2024—2025 годах работала консультантом по коммуникациям в PR-агентстве Narva Communications в Стокгольме.

## Политическая карьера
В гимназии Мохамссон начала участвовать в деятельности молодёжной организации «Либералов» (LUF). В 2018—2019 годах — второй заместитель председателя LUF. На съезде LUF в 2019 году баллотировалась на пост председателя, но проиграла Ромине Пурмохтари. Получила 40 голосов делегатов, а Пурмохтари — 52. На съезде «Либералов» в 2021 году избрана в национальное правление партии.
В 2014—2019 годах занимала должность политического советника городского совета Гётеборга. В 2020—2022 годах председательствовала в комитете социального обеспечения Хисингена. В 2022—2023 годах была стажёром по политическим вопросам в посольстве Швеции в Аммане, столице Иордании, в 2023 году стала менеджером по политике и продвижению. В 2023—2024 годах была депутатом муниципального совета коммуны Гётеборг и политическим советником городского совета Гётеборга.
Баллотировалась на выборах в Европейский парламент 2024 года третьей в списке. «Либералы» получили один мандат.
28 апреля 2025 года лидер «Либералов» Юхан Персон объявил об отставке. 31 марта в отставку ушёл секретарь партии Якоб Улофсгорд. 4 апреля новым секретарём назначена Симона Мохамссон. 24 июня на партийном съезде новым лидером партии избрана Симона Мохамссон. 28 июня Симона сменила Персона на посту главы Министерства образования и исследований Швеции, назначена министром образования и интеграции Швеции в коалиционном правительстве под руководством премьер-министра Ульфа Кристерссона. В июле того же года она объявила о начале масштабного исследования ценностей среди иммигрантов при участии организации World Values Survey, результаты которого должны использоваться для разработки новых мер в интеграционной политике.
Выступает активным критиком китайского правительства, была наблюдателем на выборах в Гонконге и написала книгу Hongkong RIP (2021) о гонконгских продемократических активистах. Также выступает за военную и экономическую поддержку Украины, включая поставку истребителей JAS 39 Gripen, а потенциально даже открыта для отправки шведских сухопутных войск.

## Личная жизнь
Мохамссон живёт в Стокгольме.